# Liste der Baudenkmale in Kakenstorf
In der Liste der Baudenkmale in Kakenstorf sind alle Baudenkmale der niedersächsischen Gemeinde Kakenstorf aufgelistet. Die Quelle der  Baudenkmale ist der Denkmalatlas Niedersachsen. Der Stand der Liste ist der 8. Oktober 2020.
In den Spalten befinden sich folgende Informationen:
- Lage: die Adresse des Baudenkmales und die geographischen Koordinaten. Kartenansicht, um Koordinaten zu setzen. In der Kartenansicht sind Baudenkmale ohne Koordinaten mit einem roten Marker dargestellt und können in der Karte gesetzt werden. Baudenkmale ohne Bild sind mit einem blauen Marker gekennzeichnet, Baudenkmale mit Bild mit einem grünen Marker.
- Bezeichnung: Bezeichnung des Baudenkmales
- Beschreibung: die Beschreibung des Baudenkmales. Unter § 3 Abs. 2 NDSchG werden Einzeldenkmale und unter § 3 Abs. 3 NDSchG Gruppen baulicher Anlagen und deren Bestandteile ausgewiesen.
- ID: die Objekt-ID des Baudenkmales
- Bild: ein Bild des Baudenkmales, ggf. zusätzlich mit einem Link zu weiteren Fotos des Baudenkmals im Medienarchiv Wikimedia Commons. Wenn man auf das Kamerasymbol klickt, können Fotos zu Baudenkmalen aus dieser Liste hochgeladen werden:

## Kakenstorf

### Gruppe: Unter den Eichen 18
Die Gruppe hat die ID 26969372.

| Lage                        | Bezeichnung   | Beschreibung | ID       | Bild |
| --------------------------- | ------------- | ------------ | -------- | ---- |
| 53° 18′ 36″ N, 9° 46′ 9″ O  | Bauernhaus    |              | 26955535 | BW   |
| 53° 18′ 37″ N, 9° 46′ 8″ O  | Einfriedung   |              | 45950089 | BW   |
| 53° 18′ 36″ N, 9° 46′ 11″ O | Backhaus      |              | 26955507 | BW   |
| 53° 18′ 37″ N, 9° 46′ 7″ O  | Häuslingshaus |              | 26955493 | BW   |
| 53° 18′ 37″ N, 9° 46′ 7″ O  | Scheune       |              | 26955521 | BW   |

### Einzelbaudenkmale
| Lage                                            | Bezeichnung | Beschreibung   | ID       | Bild |
| ----------------------------------------------- | ----------- | -------------- | -------- | ---- |
| Unter den Eichen 10 53° 18′ 33″ N, 9° 45′ 58″ O | Einfriedung | Findlingsmauer | 26955669 | BW   |
| Unter den Eichen 10 53° 18′ 32″ N, 9° 45′ 59″ O | Bauernhaus  |                | 26955550 | BW   |
| Unter den Eichen 24 53° 18′ 39″ N, 9° 46′ 14″ O | Backhaus    |                | 26955478 | BW   |
| Unter den Eichen 28 53° 18′ 40″ N, 9° 46′ 17″ O | Backhaus    |                | 26955448 | BW   |
| Unter den Eichen 39 53° 18′ 39″ N, 9° 46′ 12″ O | Scheune     |                | 26955684 | BW   |

## Bötersheim

### Einzelbaudenkmale
| Lage                                       | Bezeichnung | Beschreibung | ID       | Bild |
| ------------------------------------------ | ----------- | ------------ | -------- | ---- |
| Dorfstraße 3 53° 19′ 16″ N, 9° 44′ 54″ O   | Herrenhaus  |              | 26955654 | BW   |
| Dorfstraße 4 53° 19′ 16″ N, 9° 44′ 51″ O   | Wassermühle |              | 26955609 |      |
| Esteweg 1 53° 19′ 15″ N, 9° 44′ 49″ O      | Wohnhaus    |              | 26955639 | BW   |
| Esteweg 6 53° 19′ 20″ N, 9° 44′ 43″ O      | Wohnhaus    |              | 26955624 | BW   |
| Gut Bötersheim 53° 19′ 16″ N, 9° 44′ 51″ O | Mühlenstau  |              | 26955579 |      |